# Mad Dog (serie de televisión)
Mad Dog (en hangul, 매드독; romanización revisada, Maedeudok) es una serie de televisión surcoreana transmitida desde el 11 de octubre del 2017 hasta el 30 de noviembre del 2017 por medio de la cadena KBS2. La serie fue creada por KBS Drama Production.

## Historia
Choi Kang-woo es un exdetective de la policía y veterano líder del equipo de investigadores de Seguros "Taeyang". Sin embargo, cuando su esposa y su hijo mueren en un accidente aéreo, Kang-woo decide formar su propio equipo de investigación al que llama "Mad Dog Cooperative", para averiguar quién fue el responsable de la muerte de su familia y de las sesenta y siete personas de los ciento noventa pasajeros a bordo del vuelo Juhan Air 801.
Pronto une a un grupo de personas para que lo ayuden, entre ellas Jang Ha-ri, una exgimnasta experta en hacerse pasar por otras personas para investigar los casos de fraude; Park Soon-jung, un  antiguo matón con antecedentes penales que cambia su vida y se convierte en un investigador de seguros que sueña con ser un enfermero pediátrico; y Ohn Nu-ri, un genio en informática que es alérgico al sol y odia salir de su lugar de trabajo.
Más tarde recluta al joven Kim Min-joon, un genio ex-estafador con instintos y agallas y cuyo hermano, el piloto Kim Bum-joon también fue víctima del accidente aéreo. Después de ser abandonado Kim-joon es adoptado por una familia Alemana y lo nombran "Jan Gebauer".
Todos ellos son vistos como personas que nunca se rinden y harán lo necesario para investigar hasta las últimas consecuencias y revelar todos los casos de fraude de seguros, también intentarán descubrir la verdadera razón del accidente aéreo y el papel que tuvieron tanto los seguros de vida "Taeyang" y la aerolínea "Juhan Airlines" en él.

## Reparto

### Personajes principales
- Yoo Ji Tae como Choi Kang Woo (Mad Dog), es el jefe del grupo y un ex-Policía.[2][3]
- Woo Do Hwan como Kim Min Joon (Dr. Kim), es un  antiguo estafador que se une al equipo de Kang Woo para descubrir la verdad sobre el accidente aéreo que ocasionó la muerte de varias personas y por el cual su hermano es culpado.[4][5][6]
- Ryu Hwa Young como Jang Ha Ri (Player Jang), es una exgimnasta y miembro del equipo de Kang Woo, a quien ve como una figura paterna.[7]
- Kim Hye Sung como Ohn Noo Ri (Pentium), es un experto en informática y miembro del equipo de Kang Woo.[8]
- Jo Jae-yoon como Park Soon-jung (Cheetah), es un exmatón y miembro del equipo de Kang Woo.

### Personajes secundarios
- Jeong Bo Seok como Cha Joon Kyu, es el CEO de "Taeyang Life Insurance".
- Hong Soo Hyun como Cha Hong Joo, es la Directora ejecutiva de "Taeyang Life Insurance" y la hija de Joon Kyu.
- Jang Hyuk Jin como Park Moo Shin, es el gerente de "Taeyang Life Insurance".
- Choi Won-young como Joo Hyun Ki, es el vicepresidente de "Juhan Airlines".
- Lee Jun-hyeok como Jo Han-woo, es un detective.
- Kim Young-hoon como Kim Bum-joon, fue el copiloto del Vuelo 801 y el hermano mayor de Min Joon.
- Park In-hwan como Byun Gook-jin, es un profesor.
- Baek Ji-won como Oh Seo-ra, es una enfermera que en ocasiones ayuda a Kang Woo y a su equipo, es el interés romántico de Soon Jung.

### Otros personajes
- Park Sung-hoon como Ko Jin-chul.
- Yun Jong-seok como un investigador de seguros.
- Park Ji-yeon como Kang Eun-joo.[9]
- ¿? como Mi-sook, la esposa de Choi Kang-woo, muere en el accidente aéreo junto a su hijo.
- Kim Ye Joon como Choi Ju-won, el hijo de Choi Kang-woo, muere en el accidente aéreo.
- Gong Sang-ah como Lee Mi-ra, una empleada de "Taeyang Life Insurance".
- ¿? como Mr. Lee, el secretario de Joon Kyu.
- Jo Young-jin como Ohn Joo Sik, fiscal, el padre de Nu Ri.
- Yoon Jong-seok como Park Jae-soo, un examinador de "Taeyang Life Insurance" que es asesinado en un accidente de coche ocasionado por Jin Chul.

## Producción
La serie fue creada por "KBS Drama Production", dirigida por Hwang Ui-kyung y escrita por Kim Soo-jin.
Producida por Kim Young-chon y Lee Young-bum, junto con los productores ejecutivos Kang Byung-taek, Park Jae-sam y Shim Jae-hyun.
Distribuida por KBS, contó con el apoyo de las compañías de producción "Imagine Asia" y "Celltrion Entertainment".
La serie obtuvo buenos raitings con la audiencia, generalmente posicionándola entre los tres primeros lugares, junto a series como Hospital Ship y While You Were Sleeping.

### Soundtrack
La primera parte del OST de la serie titulado "Before The Sun Sets" (해가 지기 전에) fue interpretado por Eric Nam.

## Premios y nominaciones
| Año  | Categoría             | Premio              | Nominado       | Resultado |
| ---- | --------------------- | ------------------- | -------------- | --------- |
| 2018 | Best New Actor        | 6th APAN Star Award | Woo Do-hwan    | Nominado  |
| 2017 | Best New Actor        | KBS Drama Award     | Woo Do-hwan    | Ganó      |
| 2017 | Best New Actress      | KBS Drama Award     | Ryu Hwa-young  | Ganó      |
| 2017 | Best Supporting Actor | KBS Drama Award     | Choi Won-young | Ganó      |